# Chentii-Aimag
Chentii-Aimag este un aimag, (provincie) în Mongolia.